# قوتش بلنغ
قوتش بلنغ هي قرية في مقاطعة كاشمر، إيران. يقدر عدد سكانها بـ 861 نسمة بحسب إحصاء 2016.